# کانتاس فرایت
کانتاس فرایت (به انگلیسی: Qantas Freight) یک شرکت هواپیمایی با کد یاتا QF است که در تاریخ ۲۰۰۱ میلادی تأسیس شده است. دفتر مرکزی کانتاس فرایت در سیدنی، استرالیا واقع شده‌است و قطب این شرکت هواپیمایی در فرودگاه سیدنی قرار دارد و به ۵۰ مقصد بین‌المللی و ۸۰ مقصد داخلی، پرواز انجام می‌دهد.